# 加古号重巡洋舰
加古号重巡洋舰为旧日本海军建造的古鹰级重巡洋舰（旧日本海军省正式名称“古鷹型重巡洋艦”）的2号舰。因为各种原因，该级重巡洋舰有时候也被称为“加古级”。
加古是当时世界上首先采用200毫米主炮的巡洋舰。加古、古鹰两舰和不久后建成的青叶、衣笠两舰设计上相似，服役后也是大多都在一起行动。1942年8月8日，加古参加了萨沃岛海战，在返航的途中遭遇美军潜艇伏击，被鱼雷命中击沉，成为古鹰、青叶两级4舰中第一艘损失的军舰。

## 舰名
军舰加古的名称来源于兵库县的加古川。当初加古被预定为川內級輕巡洋艦（二等巡洋舰）的4号舰，但随着日本签署《华盛顿海军条约》，加古在1922年（大正11年）3月17日被决定中止建造。其后，加古被决定用于计划中的一等巡洋舰的首舰名字，因此继续用着这个本来是二等巡洋舰的名字，而与当时日本海军用山名为一等巡洋舰命名的惯例不同。
后来日本海军建造的最上级以及利根级各舰，为了逃避《伦敦海军条约》的限制而使用了轻巡的名义进行建造，并使用了河川进行命名，因此在纸面上日本当时就只有加古一艘以河川命名的一等巡洋舰（重巡）。

## 舰历

### 建造背景
大正時代的日本海军将7000吨以上的巡洋舰称为一等巡洋舰，不足7000吨的则称为二等巡洋舰（参见大日本帝國海軍艦艇類別變遷）。1921年（大正10年）3月19日，日本方面决定建造4艘川内级二等巡洋舰，预定分别使用加古川、那珂川、川内川和神通川命名。6月9日，这4艘舰艇被正式登录进舰艇类别等级登记表中。1922年，其中三艘川内、那珂、神通分别在各自造船所开工。
加古原定在佐世保海军工厂动工，但1922年3月17日，加古被决定中止建造。10月9日，海军方面正式决定将“加古”一名用于预定要在川崎重工業神户造船所建造的一等巡洋舰上。由于这一变更，加古在舰艇类别等级表中从二等巡洋舰变更为一等巡洋舰。原本一等巡洋舰的头两艘舰艇舰名预定为衣笠、古鹰，加古被添加进去后排列在最前成为首舰，衣笠则被延后作为3号舰舰名。
1922年年11月17日，加古在川崎神户造船所动工兴建。加古、古鹰、衣笠以及最后确定下来的青叶4舰也陆续开工，并行建造。
1925年4月10日，加古下水，梨本宮守正王列席下水仪式。9月18日，原第1驱逐队司令后藤章海军大佐被任命为加古的舾装长。但因为各种原因，加古服役时间被推迟，比如竣工之前起重机事故导致船体损伤等。
1926年7月20日加古正式服役。后藤成为加古首任舰长。加古的姊妹舰古鹰早在3月31日即开始服役，比加古早了将近4个月，因此这一级也就被改称为古鹰级，原本决定为首舰的加古成为了古鹰级2号舰。
9月25日，青叶级首舰青叶在长崎造船所下水，担任御召舰任务的第五战队（加古、古鹰、川内、由良）参加了青叶的下水仪式，高松宮宣仁親王（时为海军少尉、在古鹰上服役）也列席。
古鹰、加古装备的是6门200毫米单装火炮，而稍晚于古鹰、加古竣工的青叶、衣笠在一开始就装备了3座200毫米双联装火炮，这也成为了这两级重巡在外观上最显著的不同。在后来的现代化改造中，加古、古鹰也都换装成3座双联装203毫米火炮。
1930年（昭和5年）10月2日，日本方面批准了《伦敦海军条约》，古鹰、青叶两级4艘舰艇也相应变更为重巡洋舰，而不再使用原有的一等、二等巡洋舰的分类。

### 建成后
1926年（大正15年）7月20日，竣工后的加古入籍横须贺镇守府。8月1日，加古被编入第五战队（古鹰、川内、由良），从古鹰那里取得了战队的旗舰。9月25日，第五战队参加了青叶的下水仪式（如前所述）。12月1日，第五战队重新编组，第一小队重巡加古、古鹰，第二小队改为轻巡神通、那珂。加古基本上一直是第五战队的旗舰。
1927年8月24日，日本海军在岛根县美保关海湾举行了第八次基本演习（夜间无灯火演习）。第五战队的4艘巡洋舰都参加了本次演习，进行夜间鱼雷攻击训练。演习中，由联合舰队司令长官加藤宽治率领的乙队被甲队（假想敌）逼近。甲队的战列舰部队（伊势、日向）、第六战队（由良、龙田）打开探照灯照射，暴露在探照灯中的第五战队第2小队（神通、那珂）为了拉开距离而右转舵。第2小队的突然转向，使其冲向了当时跟随在后面的第1小队（加古、古鹰）以及第26、27驱逐队。神通与蕨相撞，神通舰首严重损坏，蕨沉没；而为了躲避的那珂向左转舵后撞上了苇，两舰都严重受损。第五战队第1小队的加古、古鹰立即与其他舰艇一起参与救援。事发后，依然维持航行能力的那珂在比叡、古鹰的陪伴下返回舞鹤；神通则由金刚拖曳、而苇则由阿武隈拖曳，加古在旁护卫回港。12月26日，事发时任神通舰长水城圭次海军大佐自杀。日后这次事件被称为“美保关事件”。
11月15日，后藤卸任加古舰长一职，原马公要港部参谋长吉武纯藏海军大佐叙任。（后藤12月1日出任横须贺防备队司令，此后历任战列舰榛名舰长、第一水雷战队司令、第二水雷战队司令等。）12月1日，青叶级两艘编入第五战队，战队旗舰从加古变更为青叶。第五战队此时拥有了4艘重巡。
1928年12月10日，吉武转任横须贺防备队司令，神通舰长秋山虎六海军大佐补任加古舰长
1929年5月2日，英国格洛斯特公爵亨利王子乘肯特级重巡的萨福克号访问日本，停靠于横滨。第五战队的两艘重巡古鹰、加古前去迎接。三艘军舰的乘员互相进行了参观访问。英军士官有人发出感叹，“这种这么窄小的军舰日本可能最多再造上十年吧。现在日本国民生活程度在不断提高，这种住居条件可能很快就会有所改变了。” 11月7日，古鹰移出第五战队，战队里现在还有加古、青叶、衣笠3艘重巡。11月30日，秋山转任海军航空本部教育部长，后任加古舰长为原海军大学校教官近藤信竹海军大佐。
1930年6月18日，近藤转任海军军令部参谋，原参谋中村龟三郎出任舰长。近藤后为太平洋战争时期第二舰队司令长官。12月1日，加古、衣笠从第五战队除去，转入预备舰，古鹰重新加入。此时第五战队有重巡两艘（青叶、古鹰）。同日中村转任战列舰长门舰长，井上胜纯子爵、海军大佐接任加古舰长一职。
1931年5月15日，加古在横须贺海军工厂进行整修。6月下旬，德国轻巡埃姆登号访日，日本海军的相关人员对埃姆登号所使用的技术非常感兴趣。随后日军对德舰和与之同期建造的加古安排了交换参观访问。与相对保守、采用了铆接方式建造的加古级（以及日本海军军舰）不同，德军埃姆登号大量使用了焊接技术，参观的日方人员对此极为感兴趣
其后古鹰级引起了昭和天皇的注意。此前曾有将扶桑级战列舰山城作为御召舰前往小笠原群岛和奄美大島的航海并受到好评，因此海军方面着手计划让古鹰级作为御召舰前往八丈島进行巡视，不过最终未能成行。
9月29日，加古从横须贺工厂出渠，10月1日转入吴镇守府籍，11月10日在吴海军工厂入渠。12月1日，井上将加古舰长一职转交给古贺七三郎海军大佐。
1932年4月4日，在加古舰内为两艘江风级驱逐舰（江风、谷风）设置了残务处理事务所。5月31日，加古从吴海军工厂出渠。11月1日被指定为第一预备舰。12月1日，加古、衣笠被编入第五战队。此时第五战队有3艘重巡。同日古贺将加古舰长一职转交给马公要港部参谋长水户春造海军大佐。
1933年5月20日，第五战队编制被撤销，3艘重巡（加古、青叶、衣笠）被编入第六战队。11月15日，加古被第六战队除名，改为第二预备舰，同时古鹰编入第六战队。此时第六战队为3艘（古鹰、青叶、衣笠）。同日水户转任榛名舰长，大湊要港部参谋长横山德治郎补任加古舰长。12月11日，加古被编入吴警备队。
1934年2月1日，加古被指定为第一预备舰，同日从妙高级2号舰那智接过吴警备战队旗舰的位置ぐ。3月15日，吴警备战队旗舰的位置又转给神通。5月22日，又再次从長良級6号舰阿武隈中取回这一位置。7月1日，再次转交给驱逐舰敷波，7月9日，又再回到加古。7月17日，转交给神通。7月20日，伴随着第四舰队的再次编成，第五战队也重新编成，下辖3艘重巡（足柄、羽黑、加古）。
11月10日，加古在佐世保海军工厂入渠，11月15日被列为第3预备舰，再次归属吴警备战队。同日横山将加古舰长一职转交给舞鹤要港部港务部长柏木英海军大佐。
1935年2月25日，加古从佐世保工厂出渠，5月20日在吴海军工厂入渠。11月15日，柏木将加古舰长一职转交给原球磨舰长蓝原有孝海军大佐。
1936年7月1日，蓝原将加古舰长一职转交给原驻满洲海军部参谋长大岛乾四郎海军大佐。同月加古进入日立造船的大阪铁工所，进行更换主炮等现代化改装。12月1日，大岛转任摩耶舰长，原轻巡名取舰长冈村政夫叙任加古舰长。
1937年12月1日，冈村被调往吴镇守府。原装甲巡洋舰出云舰长镰田道章补任加古舰长。12月27日，加古的改装作业完成。
1938年10月20日，镰田卸任加古舰长，后任为绪方真记海军大佐。
1939年5月1日，绪方调任出云级2号舰磐手。时任古鹰舰长伊藤皎兼任加古舰长一职。7月1日，长良级首舰长良江户兵太郎被任命为加古舰长，同日伊藤卸下兼务。11月15日，第六战队重新进行编组，改为古鹰级两舰，同时指定旗舰为加古。同日江户调任夕张舰长，原知床级加油舰石廊特务舰长堀江义一郎海军大佐补任加古舰长一职。
1940年10月11日，日本举行了纪元二千六百年特别观舰式，加古、古鹰两舰作为供奉舰参加了本次观舰式。10月15日，堀江卸任加古舰长一职，后任为木下三雄海军大佐。11月15日，青叶编入第六战队。此时战队共有重巡4艘（青叶、加古、古鹰）。
1941年3月1日，衣笠加入第六战队。此时古鹰、青叶两级4艘重巡都在第六战队了。在本年内第六战队旗舰多次在加古、古鹰、青叶之间变更。8月12日，加古驶往吴港。9月15日，五藤存知海军少将出任第六战队司令。五藤将第六战队旗舰正式从加古转移到青叶上。8月28日，原天龙号舰长高桥雄次接替木下出任加古舰长一职。
在战前加古进行了一系列现代化改装：1931-1932年间在飞机滑行轨道处加装了弹射器，将80毫米高射炮替换成120毫米高射炮，1936-1939年又陆续将主炮从单装炮塔换装为双联装炮塔，将两座煤油混烧锅炉拆除并强化动力，换装鱼雷发射管，换装一批射击和航海装置等等。这些改装使得加古和古鹰虽然是日军最早服役的重巡，但一直能保持战斗力活跃在最前线。

### 太平洋战争初期
太平洋战争爆发时，第六战队归属于井上成美海军中将指挥的第四舰队下，司令继续为五藤存知海军少将，下辖4艘重巡，第1小队青叶（旗舰）、加古，第2小队衣笠、古鹰。12月8日，在战争爆发的同一天，第六战队参与了关岛战役。其后日军向威克島发起攻势，在12月21-25日的第二次进攻中，第六战队伴随第二航空战队、第17驱逐队等一同参战，不过本次战役第六战队一炮未发。
1942年，第六战队先后参加了1月-2月上旬的拉包尔战役，3月上旬的萨拉毛亚-莱城战役，4月上旬的布干维尔岛及阿德默勒尔蒂群岛战役，一直活跃于南太平洋各地。5月上旬的珊瑚海海战中，第六战队被编入井上指挥的MO攻略部队，作为进攻莫尔兹比港的主力舰队之一；在轻型航母祥凤完成对图拉吉的支援后，第六战队主要担负祥凤的护卫舰艇。5月7日，美军航母舰载机发现并击沉了祥凤，五藤担心失去了空中掩护的第六战队会再次遭到美军空袭，从而选择向北退避，只让驱逐舰涟在数小时后返回救助祥凤的幸存者。5月8日，第1小队的青叶、加古继续伴随MO攻略部队行动，而第2小队的古鹰、衣笠则连夜赶往与日军的航母编队（即MO机动部队）会合，以加强日军正规航母的护卫力量。在行动中加古的一架水上飞机失联，不过得到了水上飞机母舰神川丸的救助，两天后回归加古。除此以外，加古在内的MO攻略部队的水面舰艇并无太多行动，也没有遇到敌对的舰艇，都在等待双方的航母决战的结果。5月11日，井上的旗舰冲岛被美军潜艇鱼雷击中重创，加古等参与救援くが。
珊瑚海海战后，日军中止了对莫尔兹比港进行海上入侵的MO作战，第六战队各舰随之返回日本本土进行休整。5月22日，第1小队的青叶、加古在吴入港。
6月5日，日军在中途岛海战中惨败，被迫将重心重新放回到占领莫尔兹比港、以及扩充在南太平洋上的航空基地等任务上。因此井上对第四舰队下达了SN作战等命令，以搜寻南太平洋上适合建造机场的地方、进行机场建设、并且加强已有的机场的防卫力量，第六战队也被投入其中，参与在瓜达尔卡纳尔岛（下简称瓜岛）、图拉吉岛、卡维恩、莱城、拉包尔等地的强化和机场建设工作。
6月16日，第六战队第1小队驶离吴港，与第18战队会合后向特鲁克前进，23日到达。在到达目的地前，加古的一架担任对潜警戒的水上飞机发生迫降，这是加古在太平洋战争以来的第一名战死者。特鲁克的泊地中停泊着在中途岛海战中被重创的重巡最上，加古时任舰长高桥因与最上时任舰长曾尔章海军大佐是海军兵学校的同期生，因此高桥对最上进行了访问。
6月30日，第六战队第1小队和第18战队从特鲁克出发，在所罗门群岛一带行动。7月10日，第六战队第2小队也加入进来。当时第六水雷战队正在护卫去往瓜岛的基地建设运输船团，第六战队则担任支援的任务。7月14日，联合舰队进行了第二阶段作战的第二期兵力调整，第六战队被编入三川軍一海军中将的第八舰队中，作为基干力量，整编为外南洋部队。同月27日，第八舰队从第四舰队手中接过外南洋（西南太平洋）的指挥权。

### 沉没
1942年8月7日，以美国海军陆战队为主力的盟军部队登陆图拉吉岛和瓜岛，瓜达尔卡纳尔战役爆发。盟军登陆之时，日军在瓜岛上的机场已经基本建设完毕、即将投入使用，盟军便迅速利用了这一机场。得知此事的第八舰队匆忙召集起来，在8月8-9日夜间，以5艘重巡（旗舰鸟海、以及第六战队4艘）、2艘轻巡（天龙、龙田）、1艘驱逐舰（夕凪），突袭了美军在瓜岛登陆场附近驻守的水面舰艇部队。在夜战中，美军阿斯托里亚号、文森斯号、昆西号以及皇家澳大利亚海军堪培拉号被击沉，日军夜战部队则只有数艘舰艇受了轻伤。加古在战斗中发射了192发主炮炮弹、124发高射炮炮弹、149发25毫米机枪子弹、10枚鱼雷。不过加古上一架起飞进行侦察的水上飞机被盟军击落，所有乘员战死。
加古在夜战中毫发无损、但在8月10日返航途中被美军潜艇S-44盯上了。当时第六战队与第八舰队的其他夜战参战舰艇分开后，驶往卡维因。第六战队的各舰乘员经过了三天的战斗航行，在距离目的地只剩下几个小时的航程的时候，已经极度疲劳。
当日07:00前后，海上视野范围大约40公里，海面平静。第六战队以第1小队（青叶、加古）以及第2小队（衣笠、古鹰）两列纵队航行，各舰距离800米，航速16节。第六战队并没有进行反潜的之字形运动，只是让青叶放出了一架水上飞机在前面进行反潜侦察。S-44在650米外发射了4枚鱼雷，日方记录有3枚命中加古，而美方则记录是4枚命中。当时的加古使用外二轴传动，因此难以回避。07:09-07:10左右，加古被击中，第一枚命中加古右舷1号炮塔附近，第二、第三枚分别命中前部弹药库和锅炉舱，07:15右舷倾覆沉没。沉没地点位于02°28′S 152°11′E / 2.467°S 152.183°E。加古上有68人战死。第六战队剩下的3艘重巡在附近施放了深水炸弹后，放下救生艇，然后就匆匆离去。加古沉没后，第六战队的姊妹舰上的气氛变得非常凝重。
联合舰队参谋长宇垣纏接获了加古损失的消息后，在他的日记《战藻录》中记载到，“俗话说走了九十九里路也只是走了一半，这句话真的一点都没错”。时任美國太平洋艦隊总司令切斯特·威廉·尼米兹则对潜艇击沉加古一事评论道，“这多多少少算是对美军惨败（按：指萨沃岛海战）的一点弥补”，“后来日军将水面舰队投入到东京快车中，就一直慎重有余、进取不足了”。
加古被击沉后，高桥舰长及其他生还者搭乘救生艇登上了附近的岛屿。次日，驱逐舰卯月以及3艘大型登陆艇过来救援，幸存者们先是被六战队3艘重巡所收容，然后搭乘加油舰石廊去往拉包尔。部分加古乘员被分配到了鸟海上，补充在萨沃岛海战中损失的乘员。
9月1日，高桥抵达横须贺镇守府，9月7日，补任旅顺方面特别根据地队参谋及副长，后改任铃谷舰长。9月15日，加古除籍。
加古是古鹰、青叶两级4艘重巡中首个损失。加古沉没两个月后的埃斯佩兰斯海角海战中，日军遭遇美军水面舰艇伏击，五藤战死，古鹰沉没，青叶重创需要回吴港大修。11月10日，第六战队解散，唯一保持战斗力的衣笠改为第八舰队直属。11月14日，瓜达尔卡纳尔海战中衣笠遭受盟军航母舰载机持续轰炸而沉没。在仅仅3个多月的时间内，这两级4艘重巡就先后损失了3艘，仅存的青叶也再没有参加过像样的海战，而且屡遭空袭而经常返港修理，最终在吴港大空袭中倾覆坐底，直至战争结束。

## 历任舰长

### 舾装长
1. 后藤章 海军大佐：1925年9月18日[23] - 1926年7月20日[26]

### 舰长
1. 后藤章 海军大佐：1926年7月20日[26] - 1927年11月15日[47]
2. 吉武纯蔵 海军大佐：1927年11月15日[47] - 1928年12月10日[50]
3. 秋山虎六 海军大佐：1928年12月10日[50] - 1929年11月30日[56]
4. 近藤信竹 海军大佐：1929年11月30日[56] - 1930年6月18日[57]
5. 中村龟三郎 海军大佐：1930年6月18日[57] - 1930年12月1日[59]
6. 井上胜纯 海军大佐：1930年12月1日[59] - 1931年12月1日[64]
7. 古贺七三郎 海军大佐：1931年12月1日[64] - 1932年12月1日[67]
8. 水户春造 海军大佐：1932年12月1日[67] - 1933年11月15日[70]
9. 横山德治郎 海军大佐：1933年11月15日[70] - 1934年11月15日[80]
10. 柏木英 海军大佐：1934年11月15日[80] - 1935年11月15日[81]
11. 蓝原有孝 海军大佐：1935年11月15日[81] - 1936年7月1日[82]
12. 大岛乾四郎 海军大佐：1936年7月1日[82] - 1936年12月1日[84]
13. 冈村政夫 海军大佐：1936年12月1日[84] - 1937年12月1日[85]
14. 镰田道章 海军大佐：1937年12月1日[85] - 1938年10月20日[86]
15. 绪方真记 海军大佐：1938年10月20日[86] - 1939年5月1日[87]
16. （兼）伊藤皎 海军大佐：1939年5月1日[87] - 1939年7月1日[88]
17. 江户兵太郎 海军大佐：1939年7月1日[88] - 1939年11月15日[90]
18. 堀江义一郎 海军大佐：1939年11月15日[90] - 1940年10月15日[92]
19. 木下三雄 海军大佐：1940年10月15日[92] - 1941年9月15日[93]
20. 高桥雄次 海军大佐：1941年9月15日[93] - 1942年9月1日（横须贺镇守府附）[131]

## 同级舰
古鹰号重巡洋舰